# Stockholm (Chrissie Hynde)
Stockholm è il primo album in studio da solista della cantante statunitense Chrissie Hynde, conosciuta come voce dei The Pretenders. Il disco è uscito nel giugno 2014.

## Tracce
1. You or No One – 3:40
2. Dark Sunglasses – 3:05
3. Like in the Movies – 3:16
4. Down the Wrong Way – 3:37
5. You're the One – 2:50
6. A Plan Too Far – 3:13
7. In a Miracle – 3:59
8. House of Cards – 3:51
9. Tourniquet (Cynthia Anne) – 2:41
10. Sweet Nuthin' – 3:00
11. Adding the Blue – 4:38

## Classifiche
| Classifica (2014) | Posizione raggiunta |
| ----------------- | ------------------- |
| Regno Unito       | 22                  |
| Stati Uniti       | 36                  |